# Perda Longa di Baunei
Perda Longa o Pedra Longa, è un roccione calcareo a picco sul mare, sporgente rispetto al sovrastante monte Santu di Baunei, che raggiunge un'altezza di 128 metri. Pur avendo scarsa vegetazione, nasconde negli impluvi olivastri e carrubi.
Per la rilevanza scientifica delle sue caratteristiche biologiche e paesaggistiche nel 1993 è stato dichiarato monumento naturale; fa parte inoltre di un'area naturale protetta istituita della regione Sardegna e ricadente nel comune di Baunei che si estende di una superficie di 9,96 ha.